# Prix baron Horta
Ne doit pas être confondu avec Prix Bruxelles-Horta.
Le Prix baron Horta est un prix quinquennal dans le domaine de l'architecture, créé en 1948 à la mémoire du baron Victor Horta mort un an plus tôt et qui a légué le quart de ses biens à l'Académie royale de Belgique pour la dotation d'un prix d’architecture. Il est remis par la Classe des beaux-arts de l'Académie royale de Belgique.
Lancé pour la première fois en 1967, il est doté à l'origine « d'un prix indivisible de 150 000 F (sous réserve de la variation des revenus de la Fondation) ». Pour la 9e période (2007-2011), il est doté de 4 000 €.

## Destination
Le Prix est destiné aux auteurs d’une œuvre d’architecture achevée ou déjà étudiée en projet, édifiée ou à édifier dans un des pays de l’Union européenne.
Les candidats au prix peuvent attirer l’attention de la Classe sur leurs œuvres réalisées, mais la Classe peut couronner l’œuvre qui lui paraît la plus digne d’obtenir le prix, indépendamment des candidatures présentées.

## Jury
Le jury est composé des membres de la Section d'architecture de l'Académie.

## Palmarès
- 1971 : non attribué
- 1976 : André Jacqmain
- 1981 : Jacques Dupuis
- 1986 : Jean Delhaye
- 1991 : Bruno Albert
- 1996 : Georges Baines
- 2001 : Pierre Hebbelinck
- 2006 : Constantin Brodzki
- 2011 : non attribué
- 2017 : Abdelmajid Boulaioun